# (175633) Yaoan
(175633) Yaoan est un astéroïde de la ceinture principale.

## Description
(175633) Yaoan est un astéroïde de la ceinture principale. Il fut découvert le 9 octobre 2007 à XuYi par le programme de relevé astronomique d'objets géocroiseurs de l'observatoire de la Montagne Pourpre (PMO NEO). Il présente une orbite caractérisée par un demi-grand axe de 3,19 UA, une excentricité de 0,04 et une inclinaison de 6,5° par rapport à l'écliptique.

## Compléments